# Pseudoligosita comosipennis
Pseudoligosita comosipennis är en stekelart som först beskrevs av Girault 1911.  Pseudoligosita comosipennis ingår i släktet Pseudoligosita och familjen hårstrimsteklar. Inga underarter finns listade i Catalogue of Life.